# Autohuset Vestergaard
Autohuset Vestergaard Holding A/S er en dansk bilvirksomhed, der bl.a. har bilforhandler- og værkstedskæde. Virksomheden har hovedkvarter i Horsens, hvor den blev etableret af Leif Pagh Sørensen og Hans Henning Vestergaard i 1980. Det er et datterselskab til AHV ApS, der ejes af familien Vestergaard. Virksomheden satser på alle slags biler, hvilket inkluderer personbiler, varebiler, lastbiler og busser. Datterselskabet for personbiler har 12 afdelinger i Danmark. Der er ca. 800 ansatte i Autohuset Vestergaard.